# Les Jalons
Le Groupe d'intervention culturelle Jalons, plus couramment appelé Jalons (ou Les Jalons, pour désigner collectivement ses membres) ou Société Jalons est un groupe humoristique français, notamment connu pour ses parodies et pastiches de journaux et de livres. L'entreprise d'édition du groupe a été dissoute en fin 2021.

## Histoire

### Origines
Le groupe Jalons regroupe à l'origine d'anciens élèves d'une même école primaire du 7e arrondissement de Paris, sise rue Malar. Mais son véritable acte de naissance est la création par Bruno Tellenne, à la fin des années 1970, d'un syndicat étudiant à la faculté de Paris-II (Assas), syndicat dénommé Fédération Nationale des Comités Nuls (FNCN). La FNCN multiplie les farces et les pastiches, déclenche l'ire du GUD comme de l'UNEF, et décroche un siège au conseil de la faculté, grâce à un programme électoral ouvertement fantaisiste (remplacement de la sculpture du parvis par un véritable berlingot mentholé, transfert de la bibliothèque dans l'ascenseur, etc.).
Le groupe, qui deviendra Jalons, est principalement animé par Basile de Koch (de son vrai nom Bruno Tellenne), ses frères Karl Zéro (Marc Tellenne) et Raoul Rabut (Éric Tellenne), l'épouse de Basile de Koch Frigide Barjot (de son vrai nom Virginie Merle) et celle de Karl Zéro (Anne-Laure Chaptel, dite Daisy d'Errata).

### Recrutement
Les différents membres du groupe, qui a beaucoup évolué au cours des années, viennent de tous les horizons politiques et s'affublent de multiples pseudonymes en forme de jeux de mots.

### Actions
Le groupe Jalons à ses débuts organise souvent des canulars et happenings humoristiques. C'est ainsi que des membres du groupe se joignent aux manifestations syndicales du 1er mai avec une banderole portant l'inscription « Banderole », et une autre où l'on peut lire « Fromage de tête : 9,80 F le kilo » ; ils se font rapidement expulser par le service d'ordre.
De même, Jalons organise une manifestation devant la représentation consulaire de Monaco à Paris, aux mots d'ordre « République à Monaco, Rainier à l'échafaud ! », et contre le film Roger Rabbit, « insultant pour les rongeurs ». Ou encore, pour protester contre un hiver particulièrement rigoureux (1985), il organise une manifestation au métro Glacière demandant la démission du chef de l'État de l'époque aux cris de « Verglas assassin, Mitterrand complice ! ». « La manifestation sera bien relayée dans la presse qui s'intéresse peu ou pas du tout aux organisateurs, la traitant comme une plaisanterie estudiantine. »
En mai 1987, rue de Rivoli à Paris, le défilé traditionnel du Front national offre une autre occasion de happening aux Jalons, dans l'ambiance surchauffée par la proximité de l'élection présidentielle et l'ascension politique de Jean-Marie Le Pen qui a multiplié les provocations verbales à connotation négationniste. Les Jalons se glissent en queue de cortège, derrière les phalanges du GUD et d'autres groupes en treillis noir. Ils portent une banderole « Union des fils et filles de criminels de guerre », présentent une couronne mortuaire enrubannée de barbelés dédiée « Au général Von Choltitz, les Parisiens reconnaissants » et scandent sur un ton ovin « Plutôt Hitler que le Front populaire ». Les militants néo-nazis mettent moins de cinq minutes à percevoir l'ironie et font demi-tour sur leurs rangers pour charger, quand un cordon de policiers se déploie et s'interpose, conseillant vivement aux humoristes de rester à distance.

### Édition
Jalons s'est constitué simultanément en société française de publication de presse et d'édition, spécialisée dans la publication irrégulière de parodies de divers journaux et de livres humoristiques, dont plusieurs pastiches d'essais politiques (Élysez-les tous !, un livre qui préconisait l'élection de tous les candidats à la fois à l'occasion de l'élection présidentielle de 1988, ou Politique mode d'emploi).
Parmi les contributeurs, on retrouve plusieurs dessins de Carali, Rouzaud, Willem, Cornillon,Vuillemin.
Jalons a publié un journal humoristique homonyme, à la parution irrégulière, au début sous forme de fanzine dans les années 1980, puis sous forme de magazine jusqu'à la fin des années 1990.
Tout d'abord nettement axés sur la parodie de la presse et du monde politique, les pastiches des Jalons ont évolué, du fait de certains changements dans la composition du groupe, vers une satire du monde du show-business. Le groupe se manifeste à partir des années 2000 essentiellement par des happenings (par exemple : manif pseudo-chiraquienne en 2007 devant l'Élysée sur le thème « Ne nous quitte pas ! ») et par des soirées mondaines décalées (telle la Nuit de la Philo, avec ses T-shirts « Kierkegaard is my homeboy » ou « Allumons les Lumières »).

### Exposition
En 2018, la Bibliothèque nationale de France propose un aperçu des créations de Jalons en salle B, autour de l’anthologie Les Pastiches de Jalons, de Basile de Koch, publiée en 2015.

## Membres

### Noyau initial
- Basile de Koch : écrivain, humoriste et chroniqueur
- Karl Zéro : animateur de télévision, écrivain, réalisateur, comédien et frère du précédent
- Raoul Rabut : chroniqueur sur Radio Nova, écrivain et frère des précédents
- Frigide Barjot : humoriste, chroniqueuse mondaine, militante politico-religieuse, porte-parole de La Manif pour tous et épouse du premier
- Daisy d'Errata : animatrice, réalisatrice, comédienne et épouse du second

### Autres membres
- Gauthier Guillet (Désiré G.)
- Catherine Barnay[8]
- Frédéric Pagès (Fredo Manon Troppo)
- Marc Cohen (Youri Ligotmy)
- Geoffroy Linÿer (Jo Liqueur)
- Pierre-Xavier Grézaud (Aldo Prisu)
- Pascal Fioretto (docteur Sam Bloch)
- Albert Algoud
- Philippe Vandel[9]
- Benoît Delépine[9]
- Christian Romain (Roger de Sizif, Milton Frickman)[10]
- Brice Couturier (Bruce Taylor)
- Pierre-Éric MK (Yves Remords)
- Roch Saüquere[11]
- Pierre Cormary (Brice de Thet)
- Pierre Robin (Virginia Plain, puis Hubert Mensch)[12]
- Arnaud Soyez (Louis Denghien)[12]
- Richard de Seze (vicomte de Puypeu)
- Fabrice Pombet (Jacques Derriderra)
- Yann Driss (Ivan Dressamer)[13]
- Arnaud Dall'Osso (Jean-Loup Pazin)

## Parodies diverses
Des parodies de journaux d'une inspiration similaire à celles de Jalons avaient été lancées quelque temps auparavant dans le magazine Actuel ; elles étaient elles-mêmes issues des College parodies à l'honneur dans les années 1950-1960 aux États-Unis (et à destination primitivement locale, bien que certains aient été regroupés en format de poche).
Principales parodies de titres de presse édités par Jalons :
- Le Monstre, parodie du quotidien Le Monde ;
- L'Aberration, parodie du quotidien Libération ;
- Coin de rue-Images immondes, parodie de l'hebdomadaire Point de vue (ex-Point de vue-Images du Monde) ;
- Franche Démence, parodie de l'hebdomadaire à sensation France Dimanche ;
- Le Figagaro, parodie du quotidien Le Figaro ;
- Le Livarot Magazine, parodie du Figaro Magazine, supplément hebdomadaire du Figaro ;
- Le Cafard acharné, parodie de l'hebdomadaire satirique Le Canard enchaîné ;
- Pourri-Moche, parodie de l'hebdomadaire Paris Match ;
- Voiri, parodie de l'hebdomadaire Voici ;
- L'Épique, parodie du quotidien sportif L'Équipe ;
- Qui Choisir, parodie (publié à l'occasion de la présidentielle de 2002) du mensuel de consommation Que Choisir ;
- Fientrevue, parodie du mensuel Entrevue.

Alors qu'aucun des titres précédents de la série ne semblait avoir posé de problème légal à ses auteurs (le libre droit au pastiche et à la parodie est garanti par l'alinéa 4 de l'article L122-5 du Code de la propriété intellectuelle), Fientrevue a valu au groupe Jalons et à son président Bruno Tellenne d'être poursuivis en justice par le groupe Hachette Filipacchi Médias pour « contrefaçon, plagiat et parasitisme » d'Entrevue. Après avoir demandé en référé la saisie de Fientrevue (demande rejetée en 2003), Hachette a poursuivi pour les mêmes motifs Jalons en réclamant environ 1,2 million d'euros de dommages-intérêts. En première instance, le juge a alloué 2 500 euros à Entrevue, qui a aussitôt fait appel. En 2012, le groupe Jalons est relaxé et dispensé de débourser les 1,127 million d'euros réclamés par les plaignants ainsi que les 2 500 euros alloués au groupe Hachette en première instance.
Le groupe Jalons a, par contre, fait l'objet d'une condamnation pour la couverture du livre Le Monde d'Anne-Sophie, qui parodiait l'ouvrage Le Monde de Sophie.

## Organisation
Le groupe Jalons possède différents sous-groupes de travail spécialisés nommés « Jalons en mouvements », parmi lesquels on trouve :
- les royalistes (Restauration rapide) ;
- l'extrême droite (Nazisme et Dialogue) ;
- les sarkozystes (UMP, Union des moutons de Panurge) ; anciennement : les chiraquiens (RAPOURI, Rassemblement pour rien) ;
- les centristes (CDPD, Centre démocratique pour le progrès et le développement) ;
- les ségolénistes (Désirs de gauche adroite) ; anciennement : les mitterrandistes (Vénération Mitterrand) ;
- les écologistes (Verts de Terre) ;
- les altermondialistes (GAL, Gauche antilibérale) ;
- l'extrême gauche d'inspiration maoïste (Union des travailleurs pauvres et moyens-pauvres de la couche inférieure (ml)) ;
- les nouveaux philosophes (CePACon, Cercle Philosophique d'Action Contemplative) ;
- les antiracistes (France-peluche).

## Publications
- Élysez-les tous !, Paris, Olivier Orban, 1988
- Politique, mode d'emploi : comment gagner beaucoup d'argent, séduire toutes les filles et avoir des timbres gratuits, Paris, Presses de la Cité, 1994
- Les Dossiers secrets des renseignements généraux : volés sur le bureau de Charles Pasqua, Paris, Michel Lafon, 1995
- Histoire de France : de Cro-Magnon à Jacques Chirac, illustrations de Luc Cornillon, Paris, Michel Lafon, 1996 ; rééd. 1997 ; republié à La Table ronde, 2004, sous la signature du seul Basile de Koch
- Le Monde d'Anne-Sophie, Paris, Michel Lafon, 1997
- Les Pastiches de Jalons 1985-2015, Basile de Koch, Paris, Le Cerf, 2015